# HFC Haarlem in het seizoen 1957/58
Het seizoen 1957/1958 was het vierde jaar in het bestaan van de Haarlemse betaaldvoetbalclub Haarlem. De club kwam uit in de Eerste divisie B en eindigde daarin op de vijfde plaats. Tevens deed de club mee aan het toernooi om de KNVB beker, hierin werd in de tweede ronde, op basis van uitdoelpunten, verloren van Sparta (1–1).

## Wedstrijdstatistieken

### Eerste divisie B
|       | Eindhoven | Fortuna | Helmondia '55 | Hermes DVS | KFC   | Leeuwarden | Limburgia | RCH   | Rigtersbleek | SHS   | Sittardia | Stormvogels | De Volewijckers | Wageningen | Xerxes |
| ----- | --------- | ------- | ------------- | ---------- | ----- | ---------- | --------- | ----- | ------------ | ----- | --------- | ----------- | --------------- | ---------- | ------ |
| Thuis | 0 – 1     | 2 – 3   | 2 – 2         | 1 – 2      | 1 – 1 | 2 – 0      | 2 – 0     | 2 – 0 | 3 – 1        | 3 – 1 | 2 – 1     | 1 – 3       | 3 – 0           | 0 – 0      | 2 – 0  |
| Uit   | 4 – 2     | 3 – 1   | 1 – 2         | 1 – 0      | 0 – 2 | 5 – 1      | 2 – 3     | 0 – 1 | 0 – 1        | 2 – 0 | 4 – 1     | 4 – 2       | 2 – 1           | 3 – 2      | 2 – 3  |

### KNVB beker
| 1e ronde                                        | Haarlem                                                         | 5 – 2 (2 – 1)                            | KDS               |
| 26 december 1957 Plaats: Haarlem Jan Gijzenkade | Siem de Graaf Paul Degenaar Aad Goedhart –', –' Piet Groeneveld |                                          | De Heus Storm     |
| 2e ronde                                        | Haarlem                                                         | 1 – 1 (0 – 0) Op basis van uitdoelpunten | Sparta            |
| 4 mei 1958 Plaats: Haarlem Jan Gijzenkade       | Piet Groeneveld 48'                                             |                                          | 80' Piet de Vries |

## Statistieken Haarlem 1957/1958

### Eindstand Haarlem in de Nederlandse Eerste divisie B 1957 / 1958
| Stand | Gespeeld | Gewonnen | Gelijk | Verloren | Punten | Doelpunten voor | Doelpunten tegen |
| ----- | -------- | -------- | ------ | -------- | ------ | --------------- | ---------------- |
| 5e    | 30       | 14       | 3      | 13       | 31     | 47              | 48               |

### Topscorers
| #                    | Naam                | Goal |
| -------------------- | ------------------- | ---- |
| 1.                   | Siem de Graaf       | 16   |
| 2.                   | Piet Groeneveld     | 8    |
| 3.                   | Hendrik Flens       | 5    |
| 4.                   | Sjaak Brokx         | 4    |
| 4.                   | Paul Degenaar       | 4    |
| 6.                   | Joop Ketting        | 2    |
| 7.                   | Otto Berendregt     | 1    |
| 7.                   | Fred Boom           | 1    |
| 7.                   | Aad Goedhart        | 1    |
| 7.                   | Jaap Oepkes         | 1    |
| 7.                   | Cornelis Schilpzand | 1    |
| 7.                   | Lout Vreeken        | 1    |
| Onbekende doelpunten |                     |      |
| –                    | Onbekend            | 2    |
| Totaal               | Totaal              | 47   |

| #      | Naam            | Goal |
| ------ | --------------- | ---- |
| 1.     | Aad Goedhart    | 2    |
| 1.     | Piet Groeneveld | 2    |
| 3.     | Paul Degenaar   | 1    |
| 3.     | Siem de Graaf   | 1    |
| Totaal | Totaal          | 6    |